# Paniscus condensatus
Paniscus condensatus är en kvalsterart som beskrevs av Herbert Habeeb 1954. Paniscus condensatus ingår i släktet Paniscus och familjen Thyasidae. Inga underarter finns listade i Catalogue of Life.